# Kepler-440b

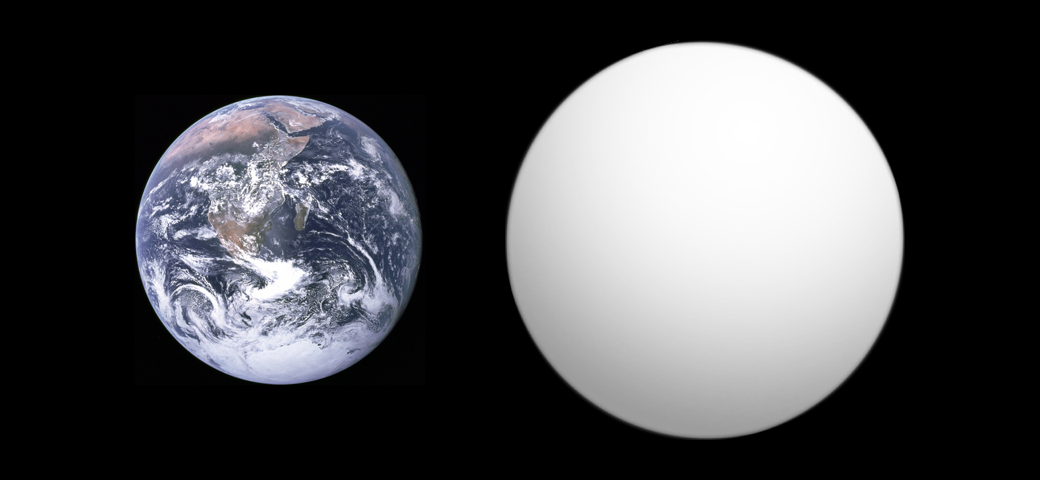
Comparação do tamanho aproximado de Kepler-440b (à direita) com a Terra.

Kepler-440b é um exoplaneta confirmado classificado como uma superterra orbitando dentro da zona habitável da estrela Kepler-440, localizado a cerca de 850 anos-luz (261 pc) a partir da Terra. O planeta foi descoberto pelo telescópio espacial Kepler da NASA usando o método de trânsito, quando o efeito de escurecimento que faz um planeta como ele quando cruza em frente da sua estrela é medido. A NASA anunciou a descoberta do exoplaneta em 6 de janeiro de 2015.

## Exoplaneta confirmado
Kepler-440b é uma superterra com um raio de 1,86 vezes ao raio da Terra. O planeta orbita Kepler-440 uma vez a cada 101,1 dias.

## Habitabilidade
O planeta foi anunciado como estando localizado dentro da zona habitável de Kepler-440, uma região onde a água líquida pode existir na superfície do planeta.
| Exoplanetas notáveis – Observatório Espacial Kepler |
| --- |
| Pequenos exoplanetas confirmados em zonas habitáveis. (Kepler-62e, Kepler-62f, Kepler-186f, Kepler-296e, Kepler-296f, Kepler-438b, Kepler-440b, Kepler-442b) (Telescópio Espacial Kepler; 6 de janeiro de 2015). |